# 小沃利亞
49°33′38″N 24°3′20″E / 49.56056°N 24.05556°E
小沃利亞（烏克蘭語：Мала Воля），是烏克蘭的村庄，位於該國西部利沃夫州，由斯特雷區特羅斯佳內茨市鎮負責管轄，始建於1445年，面積0.09平方公里，海拔高度375米，2001年人口86，人口密度每平方公里955.56人。